# IC 1675
IC 1675 је спирална галаксија у сазвјежђу Андромеда која се налази на листи објеката дубоког неба у Индекс каталогу.
Деклинација објекта је + 34° 14' 56" а ректасцензија 1h 21m 0,1s. Привидна величина (магнитуда) објекта IC 1675 износи 13,7 а фотографска магнитуда 14,5. IC 1675 је још познат и под ознакама UGC 879, MCG 6-4-4, CGCG 521-5, PGC 4876.